# Marius Alexe
Marius Alexe (Bucarest, Rumania, 22 de febrero de 1990) es un futbolista profesional rumano. Actualmente está sin equipo.

## Trayectoria

### Dinamo Bucarest
Alexe comenzó su carrera en el fútbol cuando tenía 10 años en el Dinamo Bucarest. Desde el principio, el chico con talento atrajo la atención de su entrenador, quien quedó impresionado con sus atributos de ataque y lo usó como delantero y luego como extremo izquierdo.  
Su gran potencial no pasó desapercibido por los clubes más importantes de Europa y en 2006, cuando tenía 16 años de edad, el Glasgow Rangers hizo una oferta por él, además del Hearts y el Aberdeen, que también expresaron su interés en adquirir sus servicios. Pero Alexe optó por quedarse en su club y adquirir experiencia en su país de origen antes de pensar en un movimiento en el extranjero.

#### Astra Ploiești
El jugador fue cedido al Astra Ploiești y ayudó al equipo a conseguir el ascenso a la Liga I de Rumania, con seis goles en 23 partidos. Su debut en la Liga I fue el 2 de agosto de 2009 con el Astra, pero su cesión se truncó cuando el Dinamo lo volvió a llamar después de solo tres partidos con el Astra debido a su gran actuación frente a sus rivales del Rapid, contra los que anotó un doblete.

#### Vuelta al Dinamo
Al comienzo de la temporada 2009–10 volvió a su club de origen y anotó otros cinco goles en 29 partidos, ganando experiencia y convirtiéndose en un componente crucial del primer equipo. Alexe también jugó para la selección de Rumanía sub-21 junto a su compañero de equipo en el Dinamo Gabriel Torje, otro joven jugador, talentoso y prometedor, y juntos llevaron al equipo a algunas grandes actuaciones, a pesar de que en última instancia terminó perdiendo ante Inglaterra en la clasificación de la Eurocopa 2011.
Después de una impresionante temporada 2009-10, su trayectoria atrajo la atención del Chelsea, pero el Dinamo pidió 5 millones de euros por el fichaje, que no llegó a producirse. El 16 de abril de 2012, Alexe anotó dos goles en un partido contra Concordia Chiajna y dedicó sus goles a su padre fallecido. Una semana después, el 22 de abril, Alexe anotó otros dos goles en la victoria por 3-2 ante el Ceahlăul Piatra Neamț.

## Palmarés
- Dinamo Bucureşti:
  - Cupa României: 2011-12
  - Supercupa României: 2012

## Estadísticas
| Club             | Año          | Liga | Liga  | Copa | Copa  | Europa | Europa | Otro(s) | Otro(s) | Total | Total |
| Club             | Año          | PJ   | Goles | PJ   | Goles | PJ     | Goles  | PJ      | Goles   | PJ    | Goles |
| ---------------- | ------------ | ---- | ----- | ---- | ----- | ------ | ------ | ------- | ------- | ----- | ----- |
| Astra Ploiești   | 2008–09      | 23   | 6     | 0    | 0     | 0      | 0      | 0       | 0       | 26    | 6     |
| Astra Ploiești   | 2009–10      | 3    | 2     | 0    | 0     | 0      | 0      | 0       | 0       | 3     | 2     |
| Astra Ploiești   | Total        | 26   | 8     | 0    | 0     | 0      | 0      | 0       | 0       | 26    | 8     |
| Dinamo București | 2009–10      | 25   | 5     | 1    | 0     | 5      | 0      | 0       | 0       | 31    | 5     |
| Dinamo București | 2010–11      | 25   | 5     | 5    | 3     | 0      | 0      | 0       | 0       | 30    | 8     |
| Dinamo București | 2011–12      | 27   | 5     | 4    | 0     | 3      | 0      | 0       | 0       | 34    | 5     |
| Dinamo București | 2012–13      | 0    | 0     | 0    | 0     | 0      | 0      | 1       | 0       | 1     | 0     |
| Dinamo București | Total        | 77   | 15    | 10   | 3     | 8      | 0      | 1       | 0       | 96    | 18    |
| Career total     | Career total | 103  | 23    | 10   | 3     | 8      | 0      | 1       | 0       | 122   | 26    |

Actualizado el 14 de julio de 2012